# Cacic becclar
El cacic becclar (Amblycercus holosericeus) és una espècie d'ocell de la família dels ictèrids (Icteridae) i única espècie del gènere Amblycercus Cabanis, 1851

## Hàbitat i distribució
Habita la selva, boscos de bambú i altres zones boscoses de la zona Neotropical, des de Mèxic, cap al sud, a través de Panamà, Colòmbia, l'Equador, el Perú, nord-oest de Veneçuela i oest de Bolívia.